# 오픈튜토리얼스
오픈튜토리얼스는 2012년 프로그래머 이고잉이 만든 비영리 교육사이트이다. 가입한 사용자 누구나 자신의 지식을 '코스'로 만들어 회원들에게 제공할 수 있다. 이고잉은 오픈튜토리얼스에서 생활코딩을 운영하고 있다.

## 역사
이고잉은 샘플 오거나이저(sample organizer)라는 프로그래밍 교육 사이트를 개설하여 운영하던 중 개발자에게 영어를 알려주고 싶다는 '나솔님'이라는 사용자를 만났다. 이는 사이트를 커뮤니티형인 오픈튜토리얼스로 바꾸는 계기가 되었다.사이트 개발 능력이 없는 사람이라도 누구나 강좌를 개설할 수 있도록 하는 것이 오픈튜토리얼스 제작의 목적이었다.

## 목표
- 콘텐츠 생산자와 소비자들을 위한 공공재로 변화
- 콘텐츠의 목적에 부합하는 형식 제공
- 자유롭고 개방된 콘텐츠 지원

## 구성
가입한 사용자 누구나 코스를 개설할 수 있다. 코스는 여러 모듈들로 구성된다. 또 그 모듈들은 여러 토픽으로 구성된다. 모듈에서 '공동공부' 기능을 이용하여 같이 공부하고 있는 사람들을 확인하고, 업데이트에 대한 알림을 받을 수 있다.